# Provincia de Trinidad
La provincia de Trinidad fue una entidad política del Imperio español creada nominalmente en el año 1525, y que ocupaba el territorio de la isla Trinidad, hoy perteneciente a la República de Trinidad y Tobago. Fue recién colonizada por su primer gobernador entre 1529 y 1535, pero por diversos litigios volvería a ser abandonada y finalmente fusionada con la provincia de Guayana en 1591. La provincia fue restablecida en 1731 hasta la ocupación británica de 1797, y que ocupaba el territorio de la isla Trinidad, hoy perteneciente a la República de Trinidad y Tobago.

## Historia

### SigloXVI

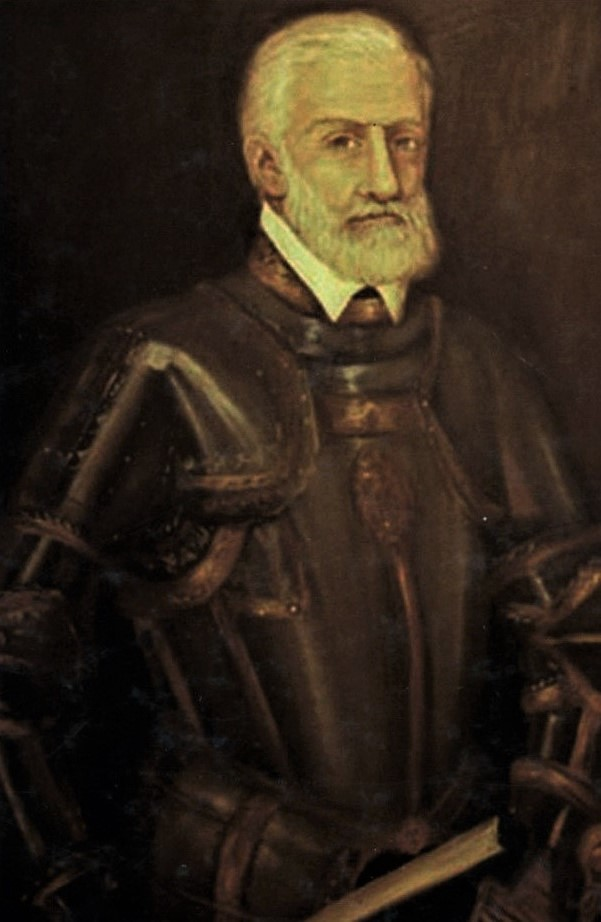
Antonio de Berrío. Museo Nacional de Colombia

En primera instancia le fue otorgada la jefatura de la gobernación de Trinidad de Barlovento a Rodrigo de Bastidas, quien no pudo hacerla efectiva ante las reclamaciones de Diego Colón. En 1530 Antonio Sedeño obtuvo la licencia y nombramiento de gobernador, iniciando la conquista de Trinidad con el apoyo del cacique Maruana de Trinidad y el cacique Turipari de Paria. La resistencia de otros grupos indígenas y los litigios con otros conquistadores y con la alcaldía mayor de Cumaná. supusieron la imposibilidad de controlar la isla. Tras el intento fallido de establecer el fuerte de Cumucurapo por Sedeño y Circuncisión (1569) por Juan Ponce de León, en 1592 Antonio de Berrío fundó San José de Oruña.
El 22 de marzo de 1595 la expedición del pirata inglés Walter Raleigh ocupó San José de Oruña capturando tanto a Berrío como al cacique Topiawari. Desde Trinidad recorrió el delta del Orinoco y el Esequibo en búsqueda de El Dorado, para finalmente arrasar San José de Oruña. Continuó, intentando sin éxito el asalto a Riohacha (actual Colombia) y Cumaná.
En 1596, Trinidad se anexó a la provincia de Guayana bajo el gobierno de Antonio de Berrío, quien gobernaba la isla desde 1591. San José fue reconstruida en 1597 por Fernando, hijo de Antonio de Berrío.
La isla era supervisada por el presidente de la Real Audiencia de Santo Domingo que a su vez gobernaba la capitanía general homónima —una entidad autónoma del Virreinato de Nueva España— la cual funcionaba como el tribunal de apelación para la provincia.
En el siglo XVI el cosmógrafo Alonso de Santa Cruz escribió sobre ella:

Ha sido y es mala de conquistar por ser la tierra muy áspera y los indios muy belicosos; díjose haber en ella muchas minas de oro, de lo cual por ser la tierra (como dicho tengo) no se ha sabido la verdad.
Islario general...

### SigloXVII

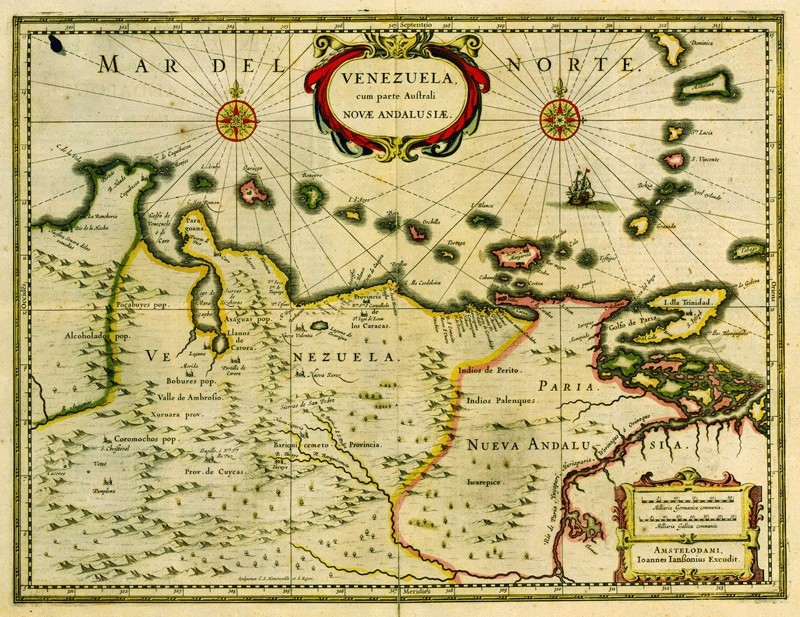
Provincias de Venezuela, Paria y Nueva Andalucía, Margarita y Trinidad (1635)

Durante el siglo XVII la provincia de Trinidad sufrió sucesivos intentos de ocupación por parte de las naciones enemigas de España con la alianza de los caribes desde Tierra Firme. Además de San Juan de Orduña había otros pequeñas poblaciones en las encomiendas de Tacarigua, Arauca y Aricagua, que llegaron a contar con ochocientos vecinos indígenas. Los cultivos principales eran la yuca, piña o plátano y además se empleaba la brea, precursora de la actual industria petrolífera del país. Sin embargo, la economía de la provincia era de subsistencia y su importancia radicaba en su enclave geográfico.
En 1687 los frailes capuchinos catalanes establecieron misiones en Trinidad. Además, los capuchinos aragoneses, valencianos y andaluces se establecieron a lo largo de Tierra Firme. El principal cultivo en Trinidad era el cacao, que se vendía en Cumaná o isla Margarita (actual Venezuela). Pese a una convivencia pacífica en general, los abusos de los misioneros dieron lugar a la revuelta de Arenal (1699) que fue reprimida violentamente. Sólo perduraron las misiones más cercanas a San José de Oruña dada la peligrosidad de los ataques caribes y guaraúnos, de los piratas y de las naciones enemigas de España establecidas en Demerara, Berbice y Esequibo. En 1713 fueron convertidas en doctrinas dependientes del obispado de San Juan de Puerto Rico.Las encomiendas también se suprimieron dando lugar a pueblos de indios, quedando San José de Oruña como principal población.

### SigloXVIII

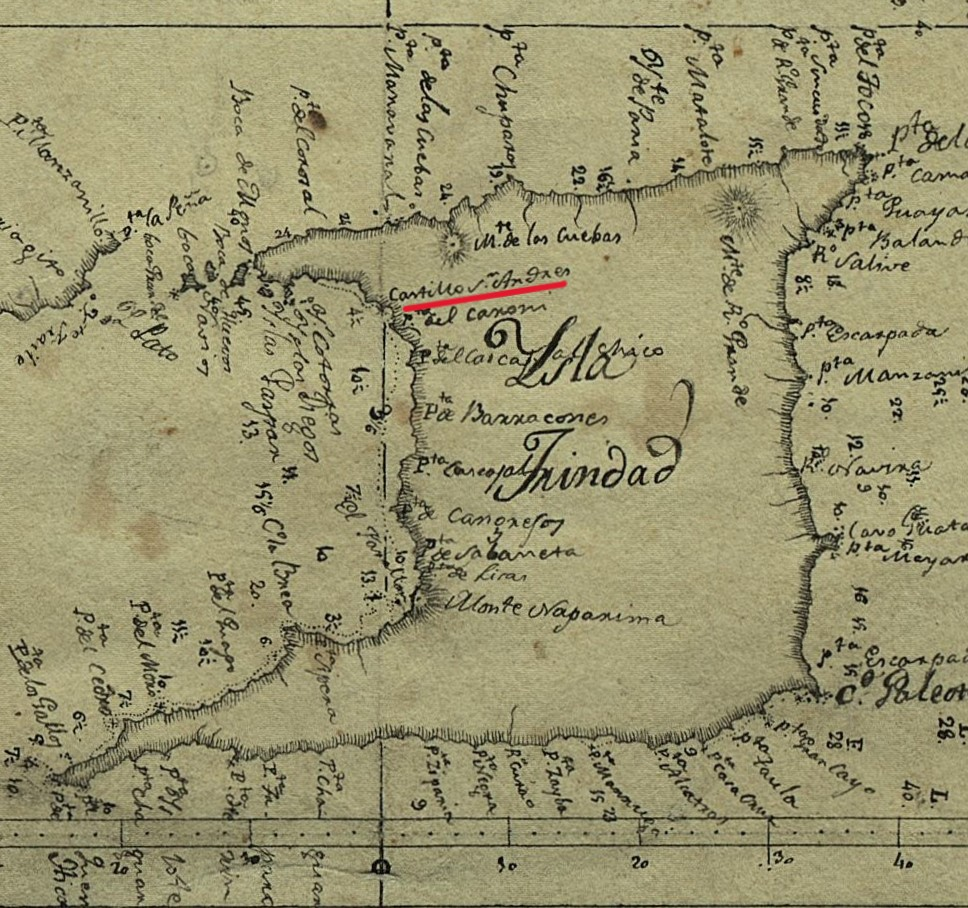
Detalle Islas de Trinidad de Barlovento, posición Fuerte San Andrés (1794)

En 1739 la provincia de Trinidad pasó a la jurisdicción de la Real Audiencia de Santafé de Bogotá del Virreinato de Nueva Granada. Sin embargo, en 1777 regresó a la jurisdicción de la Audiencia de Santo Domingo, siendo gobernada por la nueva Capitanía General de Venezuela. 
Durante la gestión del gobernador Juan Francisco Machado en 1783 la Célula de Población permitió el establecimiento de franceses antillanos y personas de color libres católicas, a quienes se otorgaron concesiones que dependían del número de esclavos que aportaran consigo. Su traslado a Trinidad suponía evitar las trabas al uso de mano de obra esclava en las colonias francesas debido a la revolución Francesa y a la inestabilidad que precedió a la revolución Haitiana. Estos nuevos propietarios implantaron el exitoso cultivo de la caña azúcar al igual que se realizaba en Saint Domingue, produciéndose el auge de la provincia de Trinidad. El gobernador Machado, en el mismo año mudó la capital provincial desde San José de Oruña hacia Puerto España.
Al asumir José María Chacón y Sánchez de Soto como gobernador provincial el 1 de septiembre de 1784, se realizó en la isla Trinidad la fundación de la nueva ciudad de San Fernando. El gobernador Chacón se ocupó de incrementar su población que registraba apenas 2.763 habitantes, incentivando una mayor inmigración de franceses amparado por la Célula de Población de 1783.
Con la creación de la Real Audiencia de Caracas en 1786, todas las funciones administrativas y jurídicas se concentraron en Caracas. De 1789 data el periódico Correo de la Trinidad Española (francés: Courier de la Trinité Espagnole), que fue suspendido en 1790 por el gobernador José María Chacón y Sánchez de Soto, quien temía la difusión de ideas favorables a la anexión de Trinidad por Reino Unido. 
En 1795  la economía de la provincia experimenta una prosperidad brillante con el cultivo de caña de azúcar, aunque lo consiguiera también con otros cultivos como los de café, cacao, algodón e índigo pero que no pudieran preservarlos debido a los estragos de las plagas de insectos y aves autóctonas.En el último censo realizado la población empadronada en la isla fue de 14.744 habitantes en su mayoría católicos francoparlantes. 
Habiendo ocupado Reino Unido la vecina Tobago en 1794, a principios de 1797 la escuadra británica del almirante Henry Harvey desembarcó en la isla una fuerza de más de 6.000 soldados al mando de Ralph Abercromby. Debido a la superioridad inglesa y la falta de pertrechos y municiones, el gobernador José María Chacón y Sánchez de Soto tuvo que capitular en San José de Oruña  y entregar la provincia a la Corona británica. Su pérdida fue reconocida finalmente a través del Tratado de Amiens en 1802.